# Matzenberg (Eckersdorf)

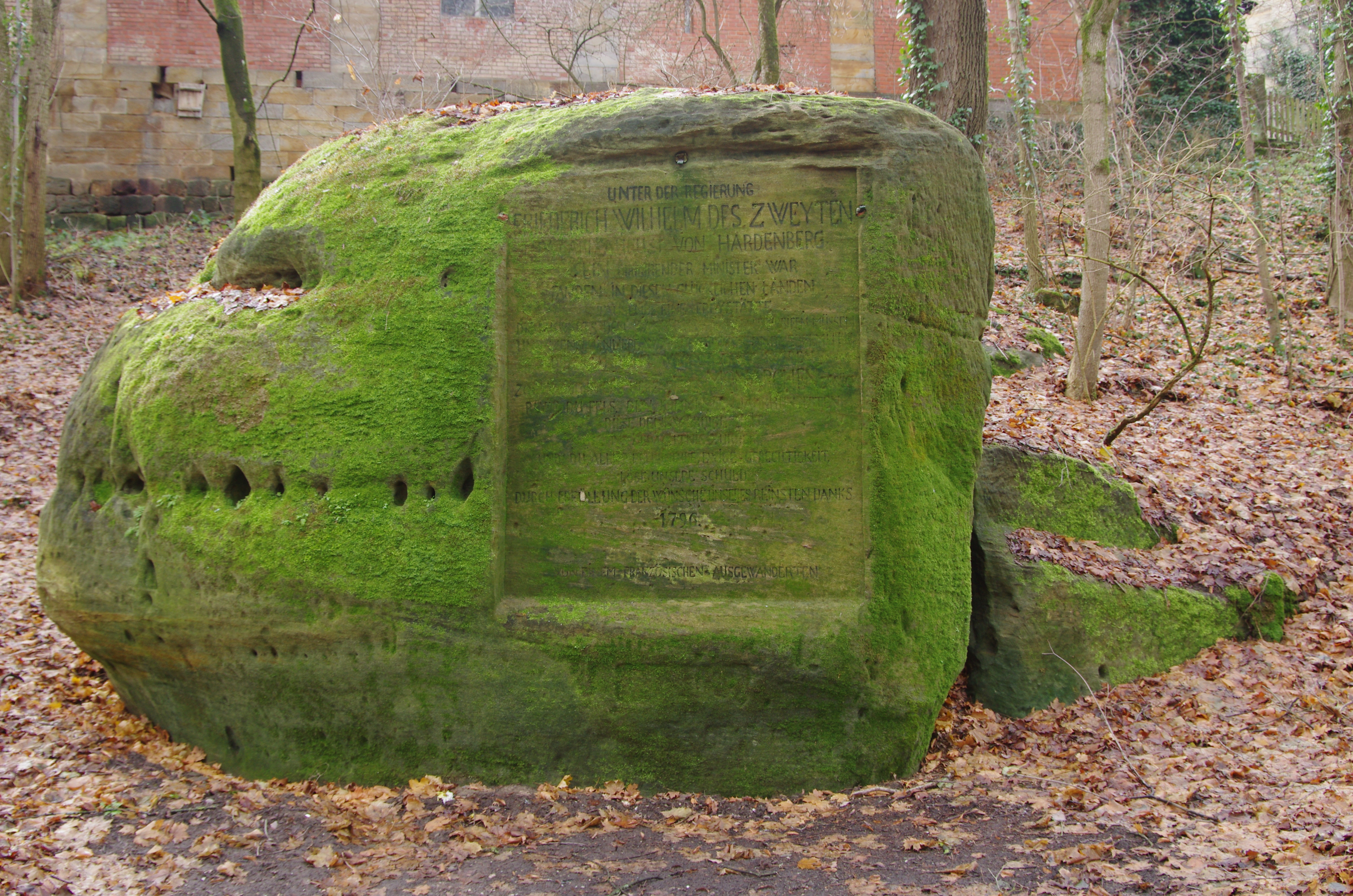
Der Emigrantestein am Matzenberg ist ein natürlicher Sandsteinblock. Die Inschrift von 1796 erinnert an französische Auswanderer.

Matzenberg ist ein Gemeindeteil der Gemeinde Eckersdorf im Landkreis Bayreuth (Oberfranken, Bayern). Matzenberg liegt in der Gemarkung Donndorf.

## Geografie
Östlich der Einöde fließt der Teufelsgraben, ein linker Zufluss der Mistel. Es steht hier der sogenannte Emigrantenstein, ein Sandsteinblock, der als Geotop und Naturdenkmal ausgezeichnet ist. Ein Anliegerweg führt 150 Meter weiter östlich zur Bundesstraße 22 bei Donndorf.

## Geschichte
Matzenberg, früher auch Steinbühl genannt, entstand wohl im 18. Jahrhundert. Seinen Namen hat er von einem seiner Bewohner, dem Bauern Matthäus Rettner, dessen Nachfahren als die "Matzen" oder "Matzenberger" bezeichnet wurden.
Von 1797 bis 1810 unterstand der Ort dem Justiz- und Kammeramt Bayreuth. Mit dem Gemeindeedikt wurde Matzenberg dem 1812 gebildeten Steuerdistrikt Eckersdorf und der zugleich gebildeten Ruralgemeinde Donndorf zugewiesen. Am 1. Mai 1978 wurde Matzenberg im Zuge der Gebietsreform in Bayern in die Gemeinde Eckersdorf eingegliedert.

### Baudenkmal
- Gedenktafel für einen französischen Emigranten

### Einwohnerentwicklung
| Jahr      | 001822 | 001861 | 001871 | 001885 | 001900 | 001925 | 001950 | 001961 | 001970 | 001987 |
| Einwohner | 5      | 7      | 6      | 6      | 9      | 5      | 6      | 5      | 3      | 4      |
| Häuser    | 1      |        |        | 1      | 1      | 1      | 1      | 4      |        | 1      |
| Quelle    | [ 5 ]  | [ 8 ]  | [ 9 ]  | [ 10 ] | [ 11 ] | [ 12 ] | [ 13 ] | [ 14 ] | [ 15 ] | [ 1 ]  |

## Religion
Matzenberg ist evangelisch-lutherisch geprägt und nach St. Ägidius (Eckersdorf) gepfarrt.